# BBC Three
BBC Three este o rețea de televiziune a companiei BBC care este transmisă prin cablu digital, terestru, internet și satelit. Canalul emite zilnic de la 19:00 la 04:00 împărțind banda de transmisie terestră cu CBBC Channel. Din 16 februarie 2016 canalul s-a mutat online, astfel ca CBBC să își modifice orele de difuzări pentru programe.
Din 4 martie 2019, BBC Three a avut blocul de programe Threetime pe BBC One. Ultima apariție a avut loc pe 31 ianuarie 2022, înainte ca BBC Three să fie relansat ca canal TV. Aceasta a fost întâmplată chiar pe 1 februarie.